# شهرستان کلی (آلاباما)
شهرستان کلی، آلاباما (به انگلیسی: Clay County, Alabama) شهرستانی در ایالات متحده آمریکا است که در آلاباما واقع شده‌است.

## خصوصیات
شهرستان کلی ۱٬۵۶۹٫۵۴ کیلومترمربع مساحت دارد.